# Blackwater River (Kerry) SAC
Blackwater River (Kerry) SAC este o arie protejată (sit de importanță comunitară — SCI) din Irlanda întinsă pe o suprafață de 5.900,18 ha, integral pe uscat.

## Localizare
Centrul sitului Blackwater River (Kerry) SAC este situat la coordonatele 51°53′35″N 9°45′24″W / 51.892988°N 9.756747°V.

## Înființare
Situl Blackwater River (Kerry) SAC a fost declarat sit de importanță comunitară în decembrie 1999 pentru a proteja 5 specii de animale.

## Biodiversitate
Situată în ecoregiunea atlantică, aria protejată conține 1 habitat natural: Pajiști uscate europene.
La baza desemnării sitului se află mai multe specii protejate:
- mamifere (2): vidră de râu (Lutra lutra), liliacul mic cu potcoavă (Rhinolophus hipposideros)
- nevertebrate (2): Geomalacus maculosus, Margaritifera margaritifera
- pești (1): somonul (Salmo salar)

Pe lângă speciile protejate, pe teritoriul sitului au mai fost identificate 1 specie de plante, 1 specie de amfibieni.